# Шахматы без ферзей
|   | a               | b               | c               | d                | e               | f               | g               |   |  |
| 7 | a7 чёрная ладья | b7 чёрный слон  | c7 чёрный слон  | d7 чёрный король | e7 чёрный конь  | f7 чёрный конь  | g7 чёрная ладья | 7 |  |
| 6 | a6 чёрная пешка | b6 чёрная пешка | c6 чёрная пешка | d6 чёрная пешка  | e6 чёрная пешка | f6 чёрная пешка | g6 чёрная пешка | 6 |  |
| 5 | a5              | b5              | c5              | d5               | e5              | f5              | g5              | 5 |  |
| 4 | a4              | b4              | c4              | d4               | e4              | f4              | g4              | 4 |  |
| 3 | a3              | b3              | c3              | d3               | e3              | f3              | g3              | 3 |  |
| 2 | a2 белая пешка  | b2 белая пешка  | c2 белая пешка  | d2 белая пешка   | e2 белая пешка  | f2 белая пешка  | g2 белая пешка  | 2 |  |
| 1 | a1 белая ладья  | b1 белый слон   | c1 белый слон   | d1 белый король  | e1 белый конь   | f1 белый конь   | g1 белая ладья  | 1 |  |
|   | a               | b               | c               | d                | e               | f               | g               |   |  |

Шахматы без ферзей (также известная как Стрекоза, Шаттл-Шахматы или Птичьи Шахматы) — вариант шахмат, изобретенный Кристианом Фрилингом в 1983 году. Ферзей нет, а взятые слон, конь или ладья становятся собственностью захватившего, который может сыграть их как свои на ходу на любое открытое поле. Доска представляет собой квадраты 7 × 7 (или шестиугольник с 61 ячейкой с двумя дополнительными пешками на каждой стороне).

## Правила игры
Применяются стандартные правила шахмат со следующими особенностями:
- Битый слон, конь или ладья входят в фигуры захватившего игрока своего цвета. В качестве хода игрок может выставить любую фигуру, которая есть у него в руке, на любое открытое поле (если в остальном ход разрешен). Снятые пешки удаляются из игры.
- Пешки не имеют начального двойного шага. (Значит, взятие на проходе невозможно). При достижении самой дальней линии пешка превращается в любую фигуру по выбору игрока из тех, что в настоящее время находятся в руке у его противника. Если у противника их нет, то ход пешки на самую дальнюю горизонталь невозможен. Выбранная фигура удаляется из запаса противника.
- Рокировка разрешена, применяются обычные правила рокировки, и король перемещается на два поля в любом направлении. Но рокировка с выставленной на доску ладьей не допускается.

## Гексагональная стрекоза

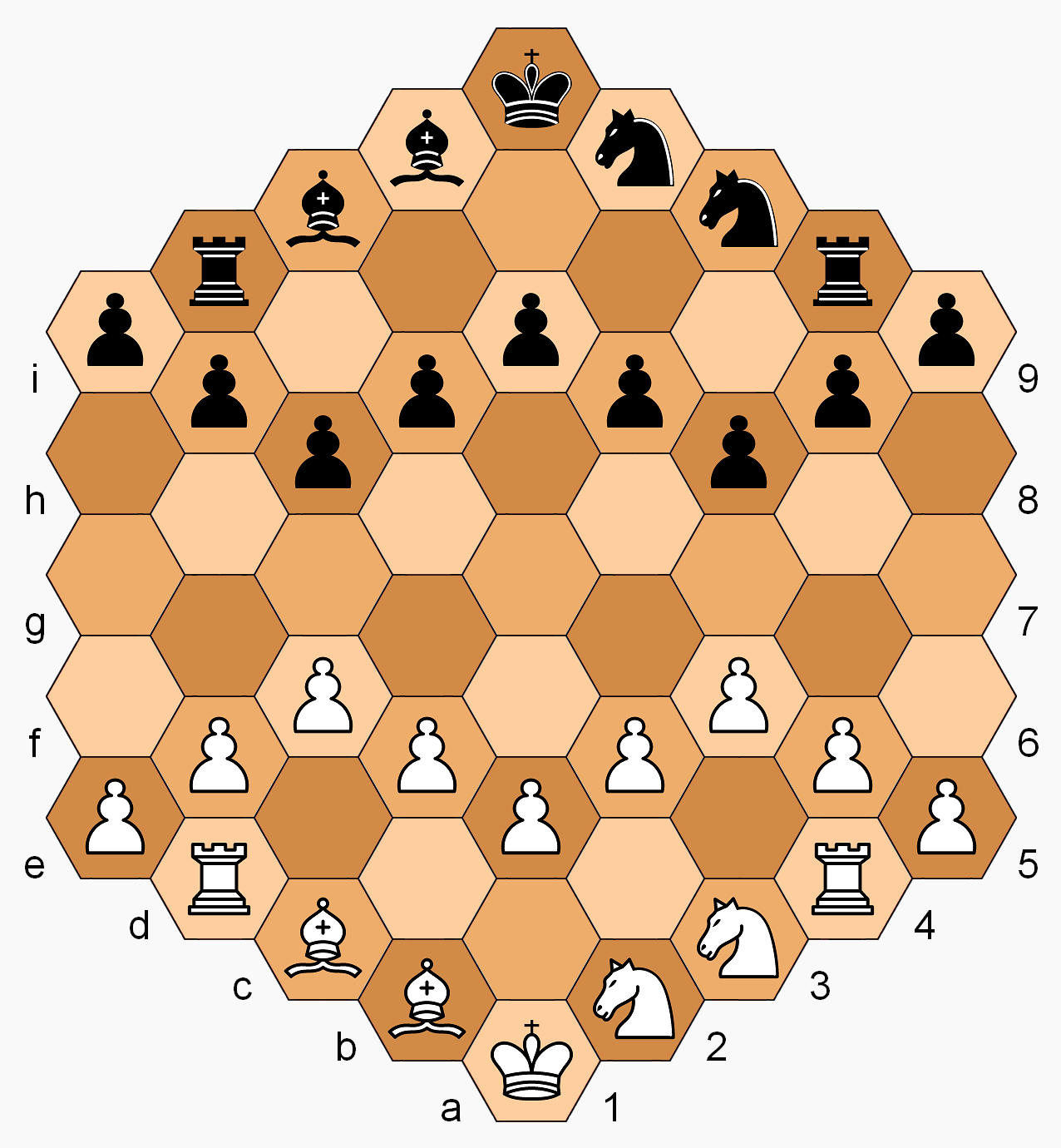
Стартовая установка гексагональной стрекозы

Гексагональная стрекоза (Стрекоза на шестиугольной доске) играется так же, как Стрекоза 7 × 7, а фигуры двигаются и бьют, как в шестиугольных шахматах Глинского (за исключением того, что пешки не имеют первого двойного шага и разрешена рокировка).